# Paul-Henry Wager
Pour les articles homonymes, voir Wager.
Paul-Henri Wager est un joueur français de volley-ball né le 11 décembre 1989. Il mesure 1,94 m et joue attaquant. Il est passé par le CREPS de Wattignie durant 3 années au poste de pointu. Il a ensuite rejoint l'equipe de PRO A de Beauvais avec qui il a participé à la CEV (Ligue des champions).
Il joue à présent pour Harnes en ligue B.

## Clubs
| Club               | Pays   | De        | À         |
| ------------------ | ------ | --------- | --------- |
| Beauvais OUC       | France | 2008-2009 | 2008-2009 |
| Harnes Volley-Ball | France | 2010-2011 |           |